# أرني روث
أرني روث (بالإنجليزية: Arnie Roth)‏ هو موزع وملحن أمريكي، ولد في 28 أبريل 1953.

## وصلات خارجية
- أرني روث على موقع IMDb (الإنجليزية)
- أرني روث على موقع ميوزك برينز (الإنجليزية)
- أرني روث على موقع أول ميوزيك (الإنجليزية)
- أرني روث على موقع ديسكوغز (الإنجليزية)